# Luciano Bonaparte
Luciano Bonaparte (em italiano:  Luciano Buonaparte; Ajaccio, 21 de maio de 1775 – Viterbo, 29 de junho de 1840) foi o príncipe de Canino e de Musignano, tendo recebido os títulos do Papa Pio VII. Filho de Carlo Maria Bonaparte e de Maria Letícia Ramolino, foi o segundo dos irmãos de Napoleão Bonaparte. Poeta, membro da Academia Francesa, político e diplomata, teve um papel de grande relevância no desencadear da Guerra das Laranjas entre Portugal e Espanha e na consequente perda de Olivença para Espanha.

## Biografia
Como todos os rapazes da família Bonaparte, Lucien fez os seus estudos no continente francês, primeiro em Autun e depois em Brienne, onde é colega de Napoleão, o seu futuramente ilustre irmão primogénito.
Apesar de inicialmente destinado, como Napoleão, à carreira das armas, resolve antes optar pelo sacerdócio e entra para o Seminário de Aix-en-Provence. Tendo retornado à Córsega, prosseguia essa via quando a Revolução Francesa irrompe e altera toda a sua vida. Tem na altura 15 anos de idade e entusiasma-se pelas ideias novas que chegam dos meios revolucionários de Paris.
É contratado como secretário particular de Pascal Paoli, mas em 1793, quando morre Luís XVI de França, Lucien, adere ao jacobinismo e entra em ruptura com Paoli, aderindo a uma maquinação urdida contra ele, a qual falha, resultando daí o seu banimento da Córsega de toda a família Bonaparte.
Refugiado em Saint-Maximin, aí desposa em 1794 a jovem Christine Boyer, filha do seu anfitrião.
Tornara-se entretanto num destacado jacobino, tendo tomado o nome simbólico de Brutus Bonaparte, em homenagem ao homónimo da Roma antiga que assassinara Júlio César para salvar a República. Amigo de Maximilien de Robespierre, foi vítima da repressão que se seguiu à sua queda do poder, sendo encarcerado durante algum tempo. Contudo, graças ao seu irmão Napoleão, que entretanto se tornara general, consegue um lugar no comissariado da guerra dos exércitos do Norte, uma vez acalmada a agitação política do Thermidor.

### Carreira política
Tendo-se fixado em Paris, onde frequentava o círculo de Paul Barras, a subida ao poder do seu irmão Napoleão é-lhe em extremo favorável, encetando uma carreira política na sua esteira.
Desejoso de se consagrar à sua terra natal, em 1798 foi eleito deputado ao Conselho dos Quinhentos em representação da Córsega. Presidia ao conselho no dia 18 do Brumário, tendo conspirado activamente com Emmanuel Joseph Sieyès na preparação do golpe de Estado daquele dia. Apesar disso, pouco se beneficia dos seus resultados.
Ocupou o lugar de Ministro do Interior da França, durante o Consulado, a partir de 24 de Dezembro de 1799, substituindo no cargo a Pierre Simon de Laplace. Logo no ano seguinte, aparentemente por fazer sombra ao seu irmão Napoleão, o Primeiro Cônsul, foi sucedido no ministério por Jean Antoine Chaptal, sendo enviado para Madrid como embaixador.
Durante o ano em que permaneceu em Madrid conseguiu fazer prevalecer a influência francesa contra a britânica, obtendo assim as boas graças do irmão Napoleão, apesar de se ter envolvido em negócios pouco claros com os governos espanhol e português. Durante a sua estadia em Madrid fez-se grande amigo de Manuel Godoy, o Príncipe da Paz, estando a sua acção conjunta na origem do episódio bélico que ficou conhecido pela Guerra das Laranjas, em resultado do qual o Estado português foi severamente humilhado e perdeu o território de Olivença. Diz-se que boa parte da indemnização milionária que Portugal foi obrigado a pagar foi embolsada por Lucien, uma das razões que determinariam a longa ruptura com o seu irmão Napoleão.
De regresso à França, em 1802 é feito membro do Tribunat, mas os seus constantes desentendimentos com Napoleão levam à sua demissão e ao afastamento da esfera do poder, passando a exercer um mandato de senador.
A sua primeira esposa faleceu em 1800, deixando-lhe dois filhos. Casou com Alexandrine de Bleschamp, viúva Hippolyte Jouberthon, e por isso conhecida por Madame Jouberthon, da qual terá doze filhos, entre os quais o primogénito, Charles Lucien Bonaparte, nascido em 1803, que se revelará um importante homem de ciência. Entretanto, este casamento provoca a fúria de Napoleão e obriga Lucien a partir com celeridade para Roma, onde se acolhe sob a protecção do papa Pio VII, do qual se tinha feito amigo em 1801, ao apoiar a Concordata entre a França e a Santa Sé.
Em 1804, não é abrangido pelas honras e prebendas do Império. Fixa-se nas cercanias de Viterbo, na aldeia de Canino, que o papa erige para ele em principado. E elevado pelo papa a Princípe de Canino e de Musignano, título pelo qual passa a ser conhecido.
Apesar de alguns esforços, não se reconcilia com seu irmão, agora o poderoso imperador Napoleão I, em resultado do que Lucien decide partir para os Estados Unidos da América. Em 1810, quando tenta a travessia do Atlântico, é feito prisioneiro pelos britânicos, permanecendo nessa situação até 1814.
Entretanto libertado, ao saber do regresso de Napoleão do seu exílio na ilha de Elba, decide imediatamente regressar a França. Napoleão, agora mais leniente depois da humilhação sofrida, aceita a reconciliação, cobrindo-o de honras e fazendo-o eleger deputado.
A queda definitiva de Napoleão, depois da Batalha de Waterloo, obriga Lucien a procurar novamente refúgio em Roma. Proscrito pelo regime saído da restauração francesa, morre no exílio, como um simples particular, a 29 de Junho de 1840.

## Carreira literária
Paralelamente à sua vida política de membro do clã Bonaparte, Lucien interessou-se vivamente pela vida literária, revelando-se um razoável poeta, o que lhe valeu um lugar na Académie Française.
Era presença assídua nos saraus literários de Juliette Récamier, a célebre Madame de Récamier. Compôs dois poemas épicos intitulados Charlemagne e La Cyrnéïde ou la Corse sauvée.
Tinha sido admitido no Institut de France, sendo nessa condição o primeiro patrono de Pierre Jean de Béranger, a favor de quem renunciou ao estipêndio de 1000 francos a que tinha direito por pertencer àquela instituição.
Foi membro da Académie Française, ocupando a cadeira n.º 32 no período de 1803 a 1816. Foi precedido no lugar académico por François Henri d'Harcourt e sucedido por Louis Simon Auger.

## Obras publicadas
São as seguintes as principais obras publicadas por Lucien Bonaparte:
- La Tribu indienne, ou Edouard et Stellina, romance, Paris 1799
- Charlemagne ou l'Église sauvée, poema épico em 24 cantos, Paris 1815
- La Cyrnéïde ou la Corse sauvée, 12 cantos, Paris 1819
- Aux citoyens français membres des colléges electoraux, Le Mans 1834
- La vérité sur les Cent-Jours, Paris 1835
- Mémoires de Lucien Bonaparte, prince de Canino, écrits par lui-même, Paris 1836
- Mémoire sur les vases étrusques, Paris 1836
- Le 18 Brumaire, Paris 1845

## Descendência

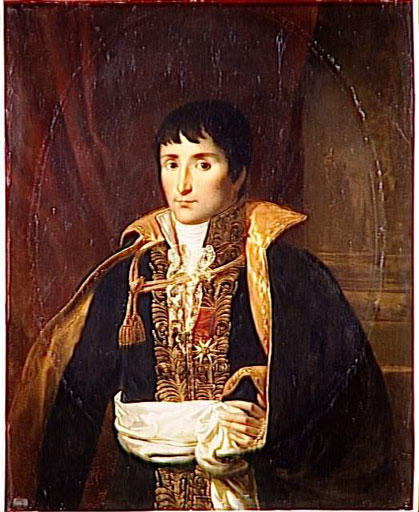
Retrato de Luciano Bonaparte, Príncipe de Canino. Por Robert Lefèvre, no Palácio de Versalhes.

|                              |                          | Nascimento             | Morte                  |
| ---------------------------- | ------------------------ | ---------------------- | ---------------------- |
| Com Cristina Boyer           |                          |                        |                        |
| 1                            | Filistina Carlota        | 28 de novembro de 1795 | 6 de maio de 1865      |
| 2                            | Filho natimorto          | 13 de março de 1796    | 13 de março de 1796    |
| 3                            | Vitória Gertrude         | 9 de julho de 1797     | 9 de julho de 1797     |
| 4                            | Cristina Egita           | 18 de outubro de 1798  | 19 de maio de 1847     |
| Com Alexandrina de Bleschamp |                          |                        |                        |
| 5                            | Carlos Luciano Bonaparte | 24 de maio de 1803     | 29 de julho de 1857    |
| 6                            | Letícia                  | 1 de dezembro de 1804  | 15 de março de 1871    |
| 7                            | José                     | 14 de junho de 1806    | 15 de agosto de 1807   |
| 8                            | Joana                    | 22 de julho de 1807    | 22 de setembro de 1829 |
| 9                            | Paulo Maria              | 3 de novembro de 1809  | 7 de setembro de 1827  |
| 10                           | Luís Luciano             | 4 de janeiro de 1813   | 3 de novembro de 1891  |
| 11                           | Pedro Napoleão           | 11 de outubro de 1815  | 7 de abril de 1881     |
| 12                           | Antônio                  | 31 de outubro de 1816  | 28 de março de 1877    |
| 13                           | Maria Alexandrina        | 10 de outubro de 1818  | 20 de agosto de 1874   |
| 14                           | Constança                | 30 de janeiro de 1823  | 5 de setembro de 1876  |